# 山田駅 (大阪府)
山田駅（やまだえき）は、大阪府吹田市山田西四丁目にある、阪急電鉄（阪急）・大阪モノレールの駅である。駅番号は阪急がHK-94。大阪モノレールが16。

## 概要
阪急千里線と大阪モノレール本線の2路線の接続駅。
1970年開催の日本万国博覧会（大阪万博）の観客輸送用として開業した万国博西口駅が廃止となった後、至近距離に開業した駅で、阪急電鉄線内における駅としては比較的新しい部類に入る。当記事では、万国博西口駅についても併せて述べる。
「山田」の発音に関して、阪急電鉄では頭高型、大阪モノレールでは平板型という違いが長年あったが、現在は阪急電鉄でも自動放送では平板型を採用している。

## 歴史
- 1973年（昭和48年）11月23日：阪急千里線山田駅が開業[1]（万国博西口駅の位置より南約800メートル。南千里駅から営業キロ1.4km）。
- 1990年（平成2年）6月1日：大阪モノレール線の千里中央駅 - 南茨木駅間開通により同線の駅が開業、乗換駅となる[1][2]。
- 2003年（平成15年）11月20日：複合商業施設「デュー阪急山田」がオープン[1]。駅舎の大改築が竣工。
- 2013年（平成25年）12月21日：駅ナンバリングが導入され、使用を開始[3][4]。
- 2020年（令和2年）2月22日：大阪モノレールの駅で可動式ホーム柵の使用を開始[5]。

## 阪急電鉄
相対式ホーム2面2線を有する地上駅。分岐器や絶対信号機を持たないため、停留所に分類される。双方のホーム横に改札口がひとつずつで、互いのホームは階段で線路をくぐる形の通路で連絡している。トイレは淡路方面ホームにある
開業当初はバスロータリーに面した北千里行ホーム側にのみ出入口があり、現行のホーム連絡用地下道となっている部分に改札口が設けられていたが、駅に隣接して複合商業施設「デュー阪急山田」が建設されるにあたって2002年から駅舎の改築工事を施工し、現行の東側出入り口が敷設され現行の形態となった。
北千里行ホーム側改札口は地平部より高い位置にある一方で、大阪梅田・天下茶屋方面行ホーム側の改札口は丘陵部の途中にあるためそのまま地平部となる。
2021年2月からは吹田市下水道デザイン蓋プロジェクトによるデザインマンホールが東口を出てすぐのところに設置されている。

### のりば
| 号線 | 路線    | 方向 | 行先                                               |
| ---- | ------- | ---- | -------------------------------------------------- |
| 1    | ■千里線 | 上り | 北千里行き                                         |
| 2    | ■千里線 | 下り | 大阪梅田・天下茶屋・京都河原町・神戸三宮・宝塚方面 |

※実際には構内にのりば番号表記はないが、スマートフォン向けアプリ「阪急沿線ナビ TOKKアプリ」の発車案内機能では、北千里方面が1号線、淡路・天下茶屋方面が2号線と表示されている。

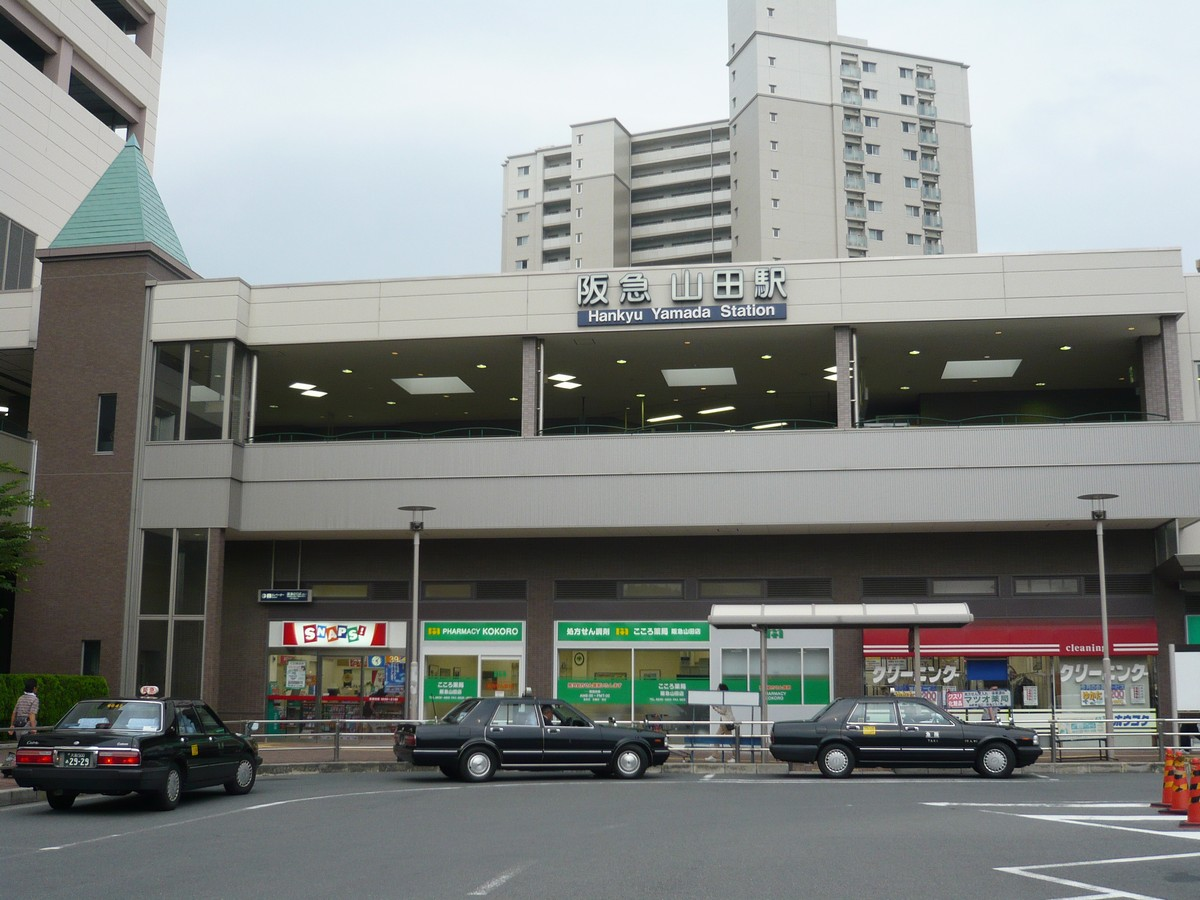
西口駅舎
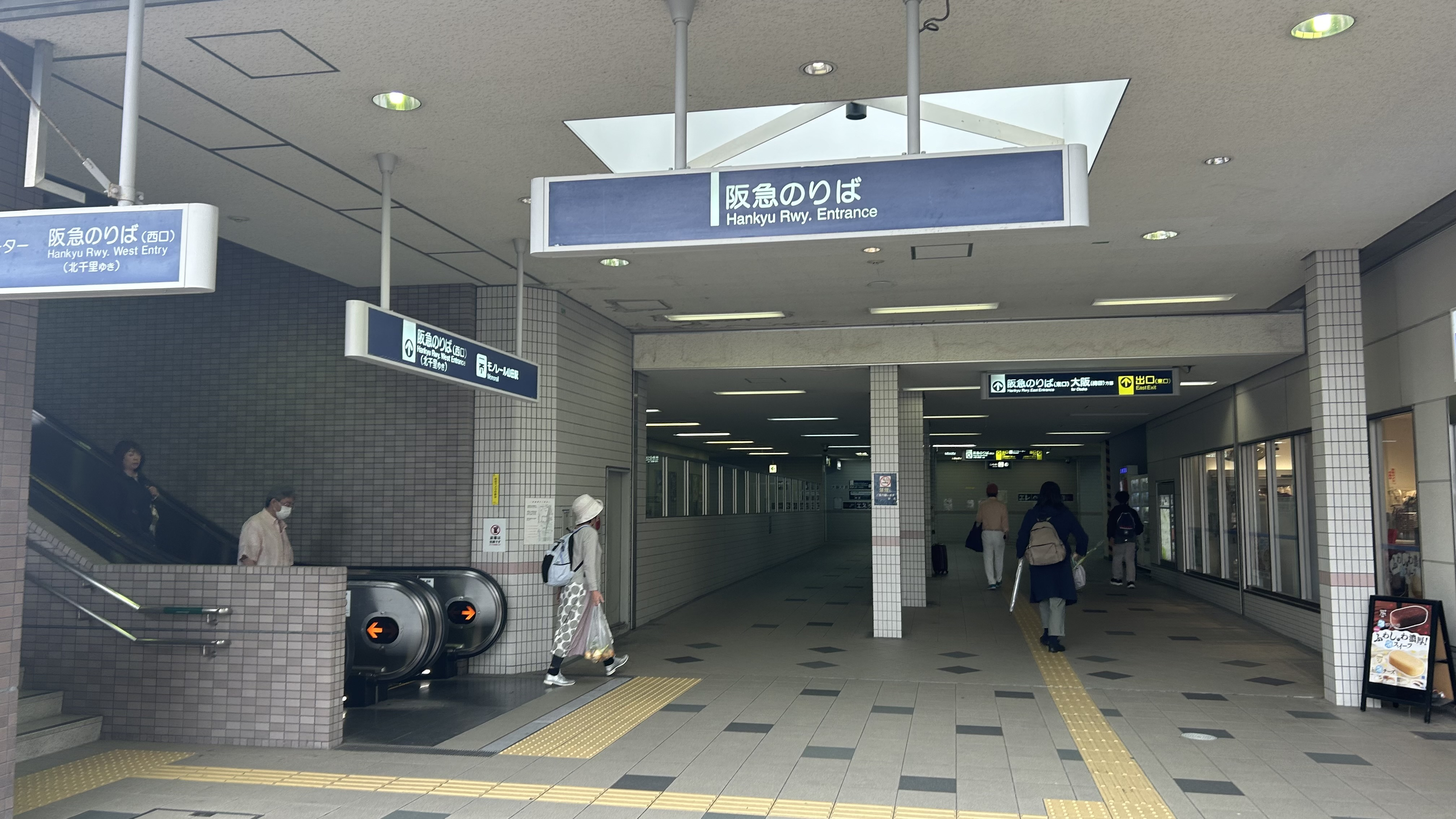
西出入口
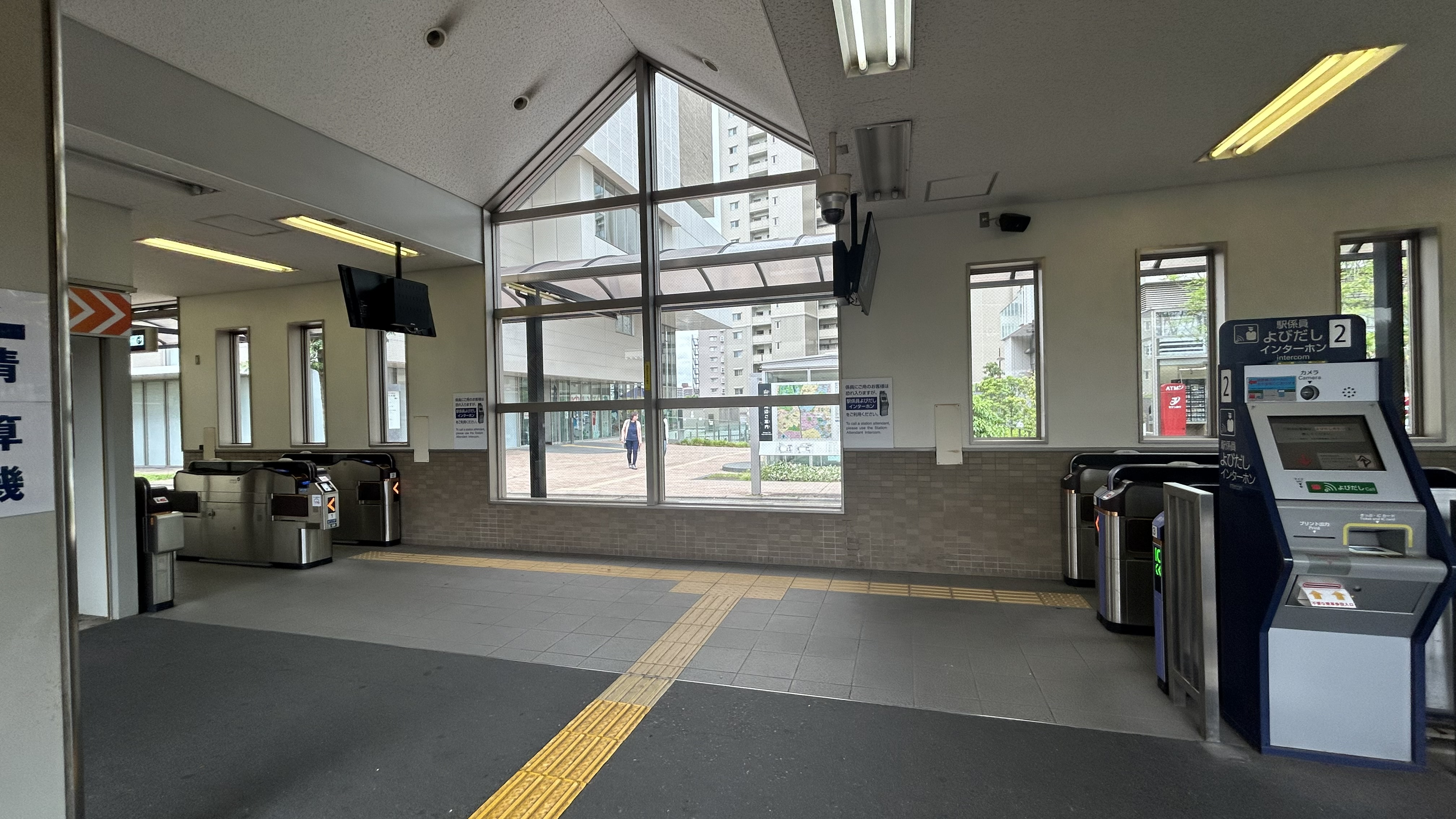
東改札口
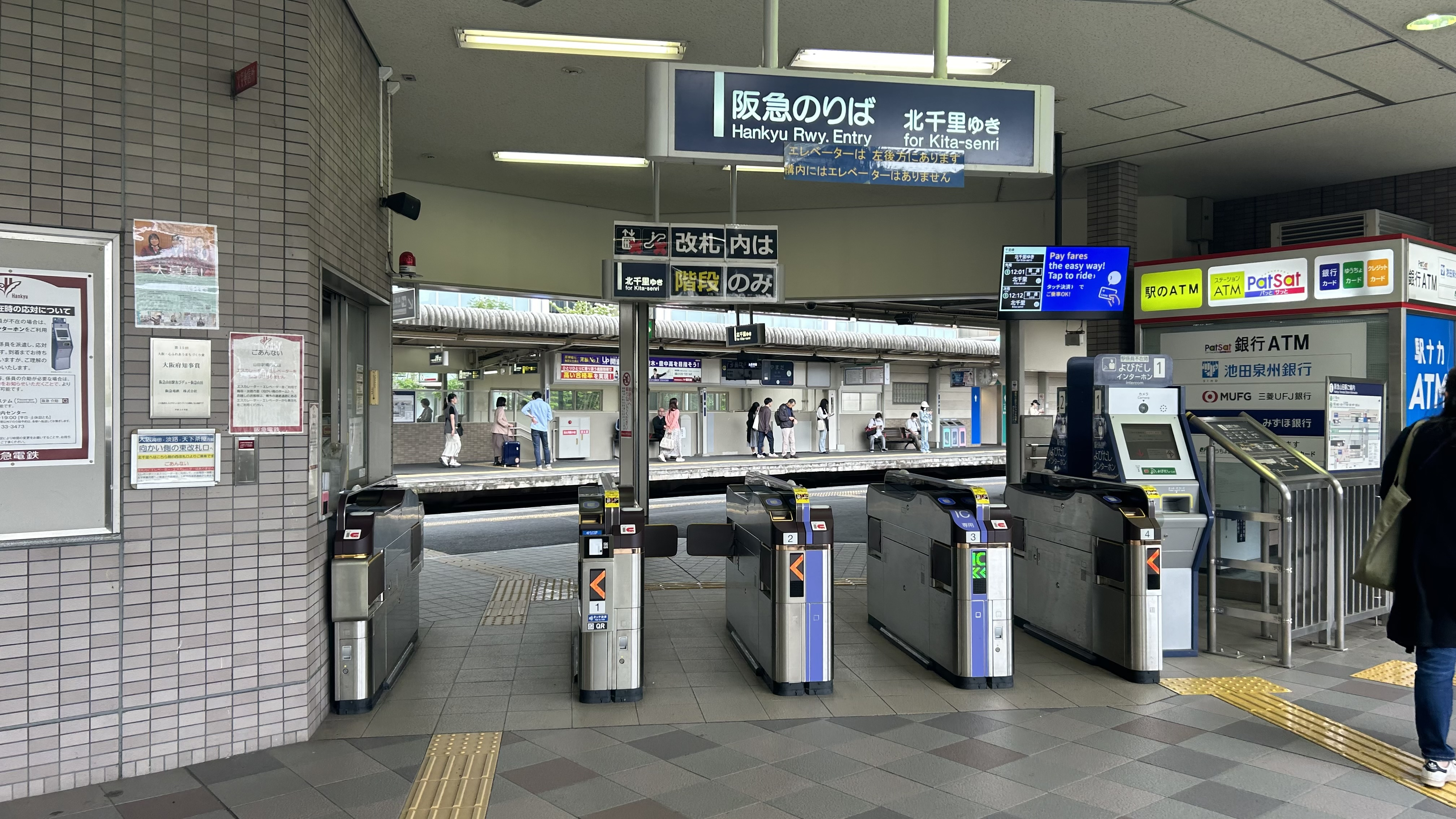
西改札口
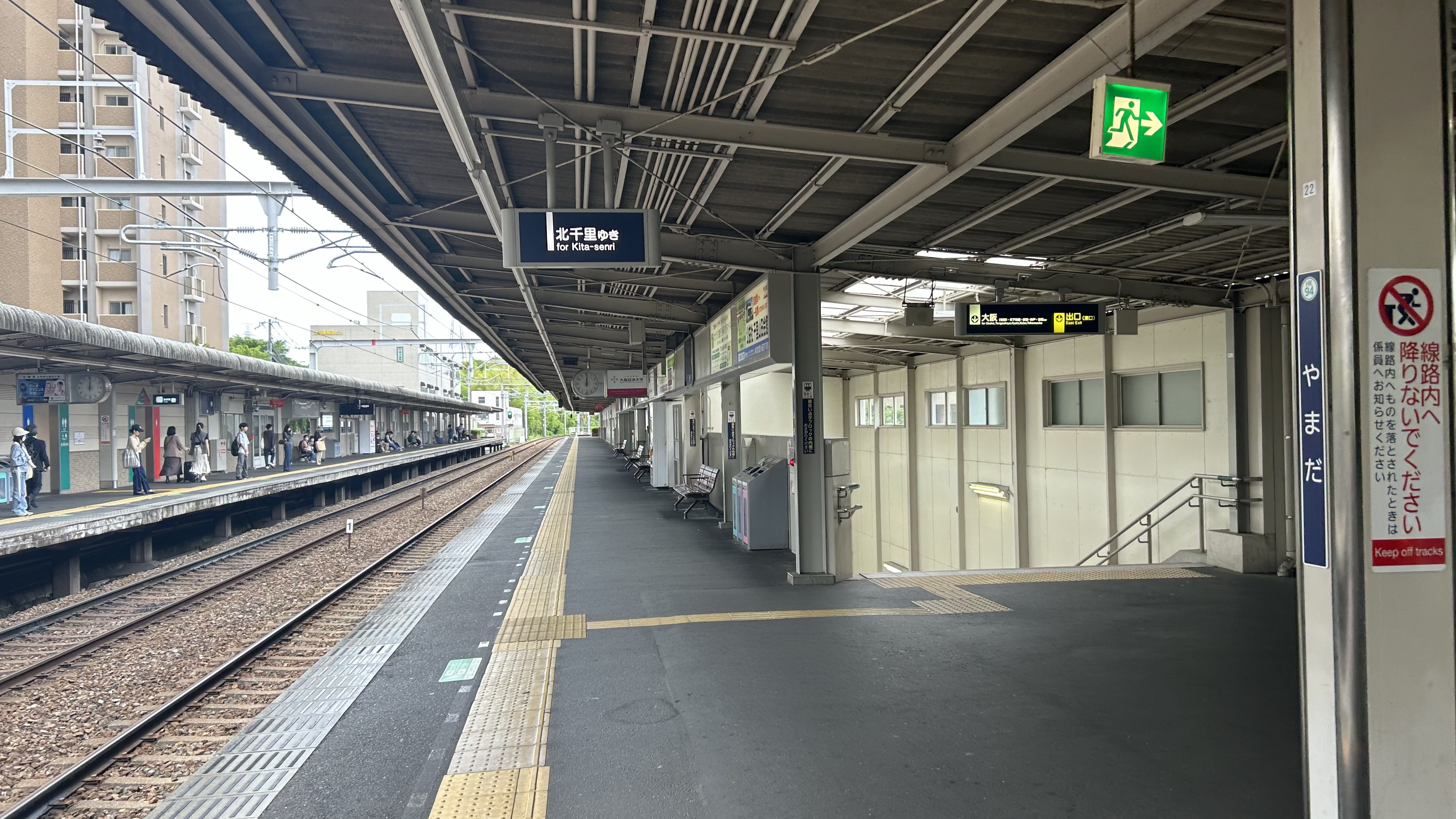
北千里方面ホーム
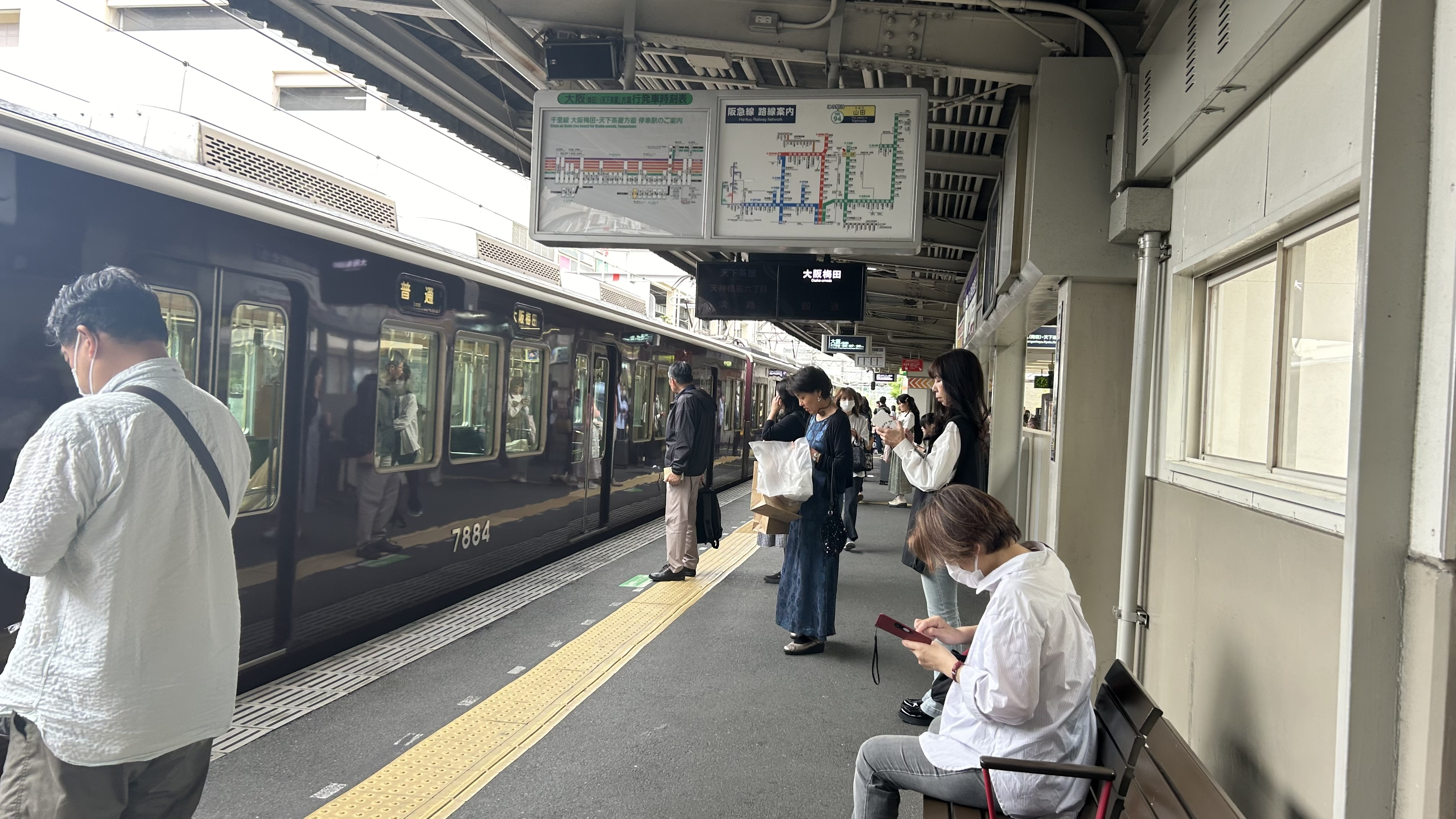
淡路方面ホーム
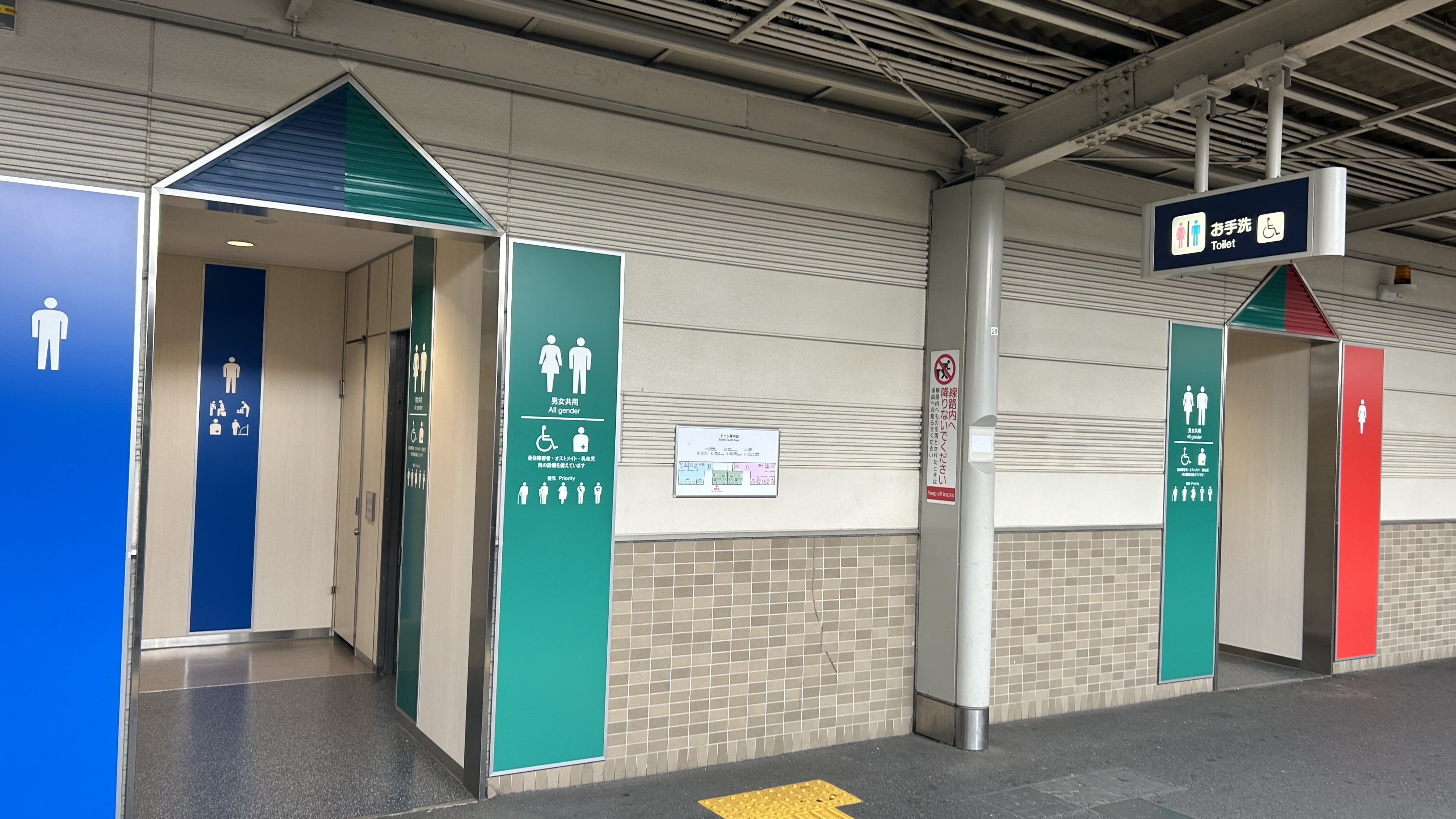
トイレ
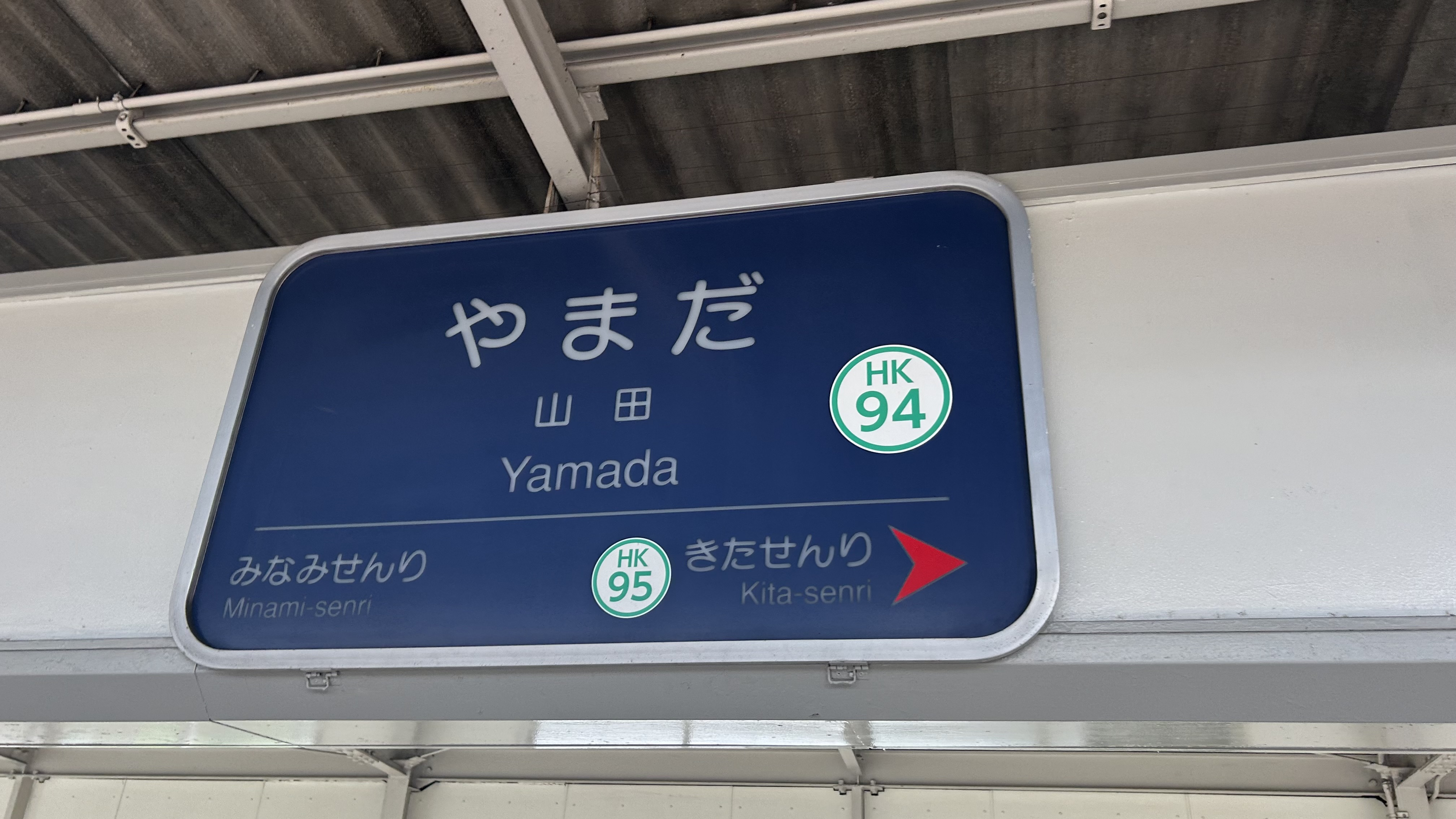
駅名標

## 大阪モノレール
島式ホーム1面2線を有する高架駅で、ホーム下に改札口がある。コンコースにはモノドリンク（ソファなどが清涼飲料水の自動販売機と共に置かれている区画）があり、改札外には、かつては駅員が改札口に居たまま現金を受け取る直営・副業の売店があったが、現在は飲料を販売するタリーズの自動販売機がある。
なお、ホームの東寄りは屋根が低くなっている部分がある。これは開業当初、高圧送電線がすぐ上を通過しており、送電線を避けるために屋根を低くしたためである。後にデュー阪急山田の建設に伴い高圧送電線は少し東に移設され、送電線の高さも高くなったが、屋根は改築されずに現在に至っている。

### のりば
| ホーム | 路線                      | 行先         |
| ------ | ------------------------- | ------------ |
| 1      | ■本線（一部は彩都線直通） | 門真市方面   |
| 2      | ■本線（一部は彩都線直通） | 大阪空港方面 |

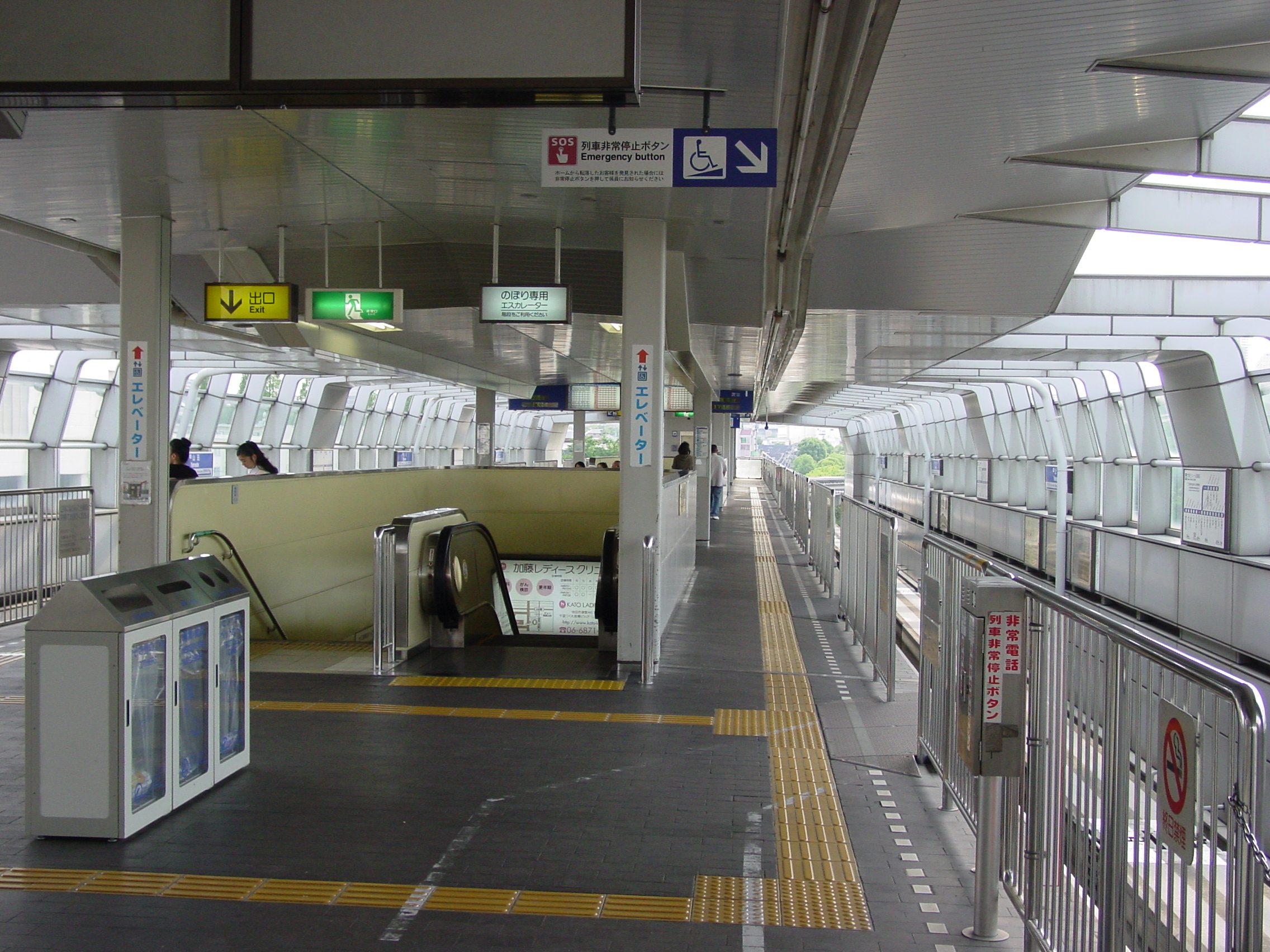
ホーム（2009年6月）
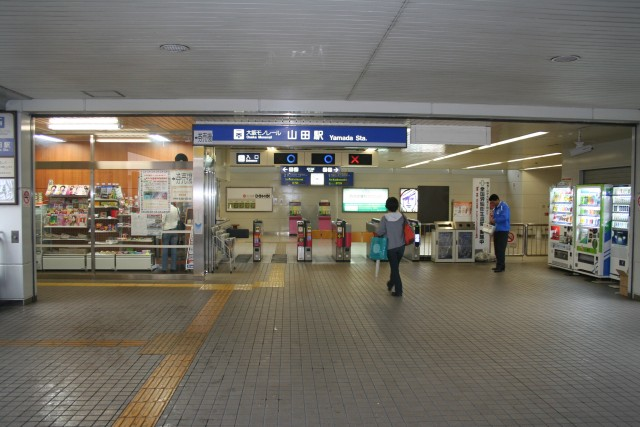
大阪モノレール改札口（2006年10月）

## 万国博西口駅
1969年11月10日に南千里駅から2.2 kmの位置に、日本万国博覧会（大阪万博）観客輸送用の臨時駅として開業した。相対式ホーム2面2線の形態で、陸橋を介して会場西口と結ばれており、西口からはレインボーロープウェイで万国博ホールにアクセスすることができた。万国博終了に伴い1970年9月14日に廃止。廃止後、跡地の一部は駐車場になっている。
2024年9月には跡地付近の東側の線路傍にホーム駅名標を再現した看板が設置され、その後10月には2025年大阪・関西万博のPR横断幕を加える形で開幕日となる2025年4月13日までに延長し、最終的にゴールデンウィークいっぱいの5月6日まで設置された。

### 歴史
- 1969年（昭和44年）
  - 6月27日：万国博期間中の臨時駅として万国博西口駅の工事着手[9]。施工業者は竹中工務店[14]。
  - 11月10日：万国博西口駅が竣工[9]。同日、開業[1]。
- 1970年（昭和45年）
  - 9月14日：万国博西口駅廃止[1]。
  - 9月17日：万国博西口駅撤去開始[15]。
  - 10月30日：万国博西口駅撤去完了[15]。

### 利用実績
下表の人員は万国博西口駅を利用した万国博会場入場者。
| 月/1970年   | 輸送人員（人） |
| ----------- | -------------- |
| 3月（17日） | 824,730        |
| 4月（30日） | 1,190,700      |
| 5月（31日） | 1,333,402      |
| 6月（30日） | 1,145,358      |
| 7月（31日） | 1,124,601      |
| 8月（31日） | 2,360,536      |
| 9月（13日） | 1,216,490      |
| 計          | 9,195,817      |

出典:『75年のあゆみ 記述編』（1982年、阪急電鉄）78-79頁掲載の「月別万国博輸送状況表」による

## 利用状況

### 阪急電鉄
2024年（令和6年）の1日あたりの通年平均乗降人員は22,596人である。阪急電鉄全駅（86駅）中では33位。千里線単独駅では関大前駅に次いで多く、2024年に北千里駅を上回った。
各年次の乗降人員の推移は下表の通り。
| 年度               | 乗降人員 | 増減率 | 順位 | 出典       |
| ------------------ | -------- | ------ | ---- | ---------- |
| 2016年（平成28年） | 23,565   |        | 38位 | [ 阪急 1 ] |
| 2017年（平成29年） | 23,293   | -1.2%  | 39位 | [ 阪急 2 ] |
| 2018年（平成30年） | 23,368   | 0.3%   | 39位 | [ 阪急 3 ] |
| 2019年（令和元年） | 23,858   | 2.1%   | 39位 | [ 阪急 4 ] |
| 2020年（令和02年） | 17,771   | -25.5% | 36位 | [ 阪急 5 ] |
| 2021年（令和03年） | 18,369   | 3.4%   | 35位 | [ 阪急 6 ] |
| 2022年（令和04年） | 20,623   | 12.3%  | 34位 | [ 阪急 7 ] |
| 2023年（令和05年） | 21,982   | 6.6%   | 34位 | [ 阪急 8 ] |
| 2024年（令和06年） | 22,596   | 2.8%   | 33位 | [ 統計 1 ] |

2007年から2015年までのデータは平日限定となっていた。全ての年度で乗車人員・降車人員ともに判明している。
| 年次               | 乗車人員 | 降車人員 | 乗降人員 | 増減率 | 順位 | 出典        |
| ------------------ | -------- | -------- | -------- | ------ | ---- | ----------- |
| 2007年（平成19年） | 10,838   | 10,892   | 21,730   |        | 40位 | [ 阪急 9 ]  |
| 2008年（平成20年） | 11,057   | 11,134   | 22,191   | 2.1%   | 39位 | [ 阪急 10 ] |
| 2009年（平成21年） | 11,024   | 11,126   | 22,150   | -0.2%  | 40位 | [ 阪急 11 ] |
| 2010年（平成22年） | 11,149   | 11,243   | 22,392   | 1.1%   | 40位 | [ 阪急 12 ] |
| 2011年（平成23年） | 11,233   | 11,352   | 22,585   | 0.9%   | 40位 | [ 阪急 13 ] |
| 2012年（平成24年） | 11,327   | 11,444   | 22,771   | 0.8%   | 40位 | [ 阪急 14 ] |
| 2013年（平成25年） | 11,390   | 11,565   | 22,955   | 0.8%   | 40位 | [ 阪急 15 ] |
| 2014年（平成26年） | 11,566   | 11,782   | 23,348   | 1.7%   | 40位 | [ 阪急 16 ] |
| 2015年（平成27年） | 12,065   | 12,370   | 24,435   | 4.7%   | 39位 | [ 阪急 17 ] |

#### 年度別利用状況
各年度の利用状況は下表の通り。特定日の数値は大阪府統計年鑑、年間の数値は吹田市統計書による。
| 年度               | 特定日   | 特定日   | 特定日   | 年間（単位：千人） | 年間（単位：千人） | 出典          | 出典          |
| 年度               | 乗車人員 | 降車人員 | 乗降人員 | 乗車人員           | 降車人員           | 大阪府        | 吹田市        |
| ------------------ | -------- | -------- | -------- | ------------------ | ------------------ | ------------- | ------------- |
| 1974年（昭和49年） | 3,705    | -        | -        | -                  | -                  | [ 大阪府 1 ]  | -             |
| 1975年（昭和50年） | 3,463    | -        | -        | -                  | -                  | [ 大阪府 2 ]  | -             |
| 1976年（昭和51年） | 4,404    | -        | -        | -                  | -                  | [ 大阪府 3 ]  | -             |
| 1977年（昭和52年） | 5,330    | -        | -        | -                  | -                  | [ 大阪府 4 ]  | -             |
| 1978年（昭和53年） | 5,581    | -        | -        | -                  | -                  | [ 大阪府 5 ]  | -             |
| 1979年（昭和54年） | 6,097    | -        | -        | -                  | -                  | [ 大阪府 6 ]  | -             |
| 1980年（昭和55年） | 7,307    | -        | -        | -                  | -                  | [ 大阪府 7 ]  | -             |
| 1981年（昭和56年） | 8,120    | -        | -        | -                  | -                  | [ 大阪府 8 ]  | -             |
| 1982年（昭和57年） | 8,424    | 8,377    | 16,801   | -                  | -                  | [ 大阪府 9 ]  | -             |
| 1983年（昭和58年） | 8,619    | 8,358    | 16,977   | -                  | -                  | [ 大阪府 10 ] | -             |
| 1984年（昭和59年） | 8,845    | 9,433    | 18,278   | -                  | -                  | [ 大阪府 11 ] | -             |
| 1985年（昭和60年） | 8,730    | 8,745    | 17,475   | -                  | -                  | [ 大阪府 12 ] | -             |
| 1986年（昭和61年） | 9,753    | 11,545   | 21,298   | -                  | -                  | [ 大阪府 13 ] | -             |
| 1987年（昭和62年） | 9,895    | 9,681    | 19,576   | -                  | -                  | [ 大阪府 14 ] | -             |
| 1988年（昭和63年） | 9,547    | 11,344   | 20,891   | -                  | -                  | [ 大阪府 15 ] | -             |
| 1989年（平成元年） | -        | -        | -        | -                  | -                  | [ 大阪府 16 ] | -             |
| 1990年（平成02年） | 9,369    | 9,337    | 18,706   | -                  | -                  | [ 大阪府 17 ] | -             |
| 1991年（平成03年） | -        | -        | -        | -                  | -                  | [ 大阪府 18 ] | -             |
| 1992年（平成04年） | 8,634    | 10,464   | 19,098   | -                  | -                  | [ 大阪府 19 ] | -             |
| 1993年（平成05年） | -        | -        | -        | -                  | -                  | [ 大阪府 20 ] | -             |
| 1994年（平成06年） | -        | -        | -        | -                  | -                  | [ 大阪府 21 ] | -             |
| 1995年（平成07年） | 8,284    | 8,304    | 16,588   | -                  | -                  | [ 大阪府 22 ] | -             |
| 1996年（平成08年） | 8,774    | 9,381    | 18,155   | -                  | -                  | [ 大阪府 23 ] | -             |
| 1997年（平成09年） | 9,109    | 9,789    | 18,898   | -                  | -                  | [ 大阪府 24 ] | -             |
| 1998年（平成10年） | 9,080    | 9,971    | 19,051   | 3,526              | 3,783              | [ 大阪府 25 ] | [ 吹田市 1 ]  |
| 1999年（平成11年） | -        | -        | -        | 3,437              | 3,689              | [ 大阪府 26 ] | [ 吹田市 1 ]  |
| 2000年（平成12年） | 9,511    | 10,055   | 19,566   | 3,430              | 3,698              | [ 大阪府 27 ] | [ 吹田市 1 ]  |
| 2001年（平成13年） | 9,134    | 9,728    | 18,862   | 3,586              | 3,952              | [ 大阪府 28 ] | [ 吹田市 1 ]  |
| 2002年（平成14年） | 8,632    | 9,344    | 17,976   | 3,584              | 3,890              | [ 大阪府 29 ] | [ 吹田市 1 ]  |
| 2003年（平成15年） | 8,779    | 9,471    | 18,250   | 3,537              | 3,875              | [ 大阪府 30 ] | [ 吹田市 2 ]  |
| 2004年（平成16年） | 9,019    | 10,508   | 19,527   | 3,480              | 3,813              | [ 大阪府 31 ] | [ 吹田市 3 ]  |
| 2005年（平成17年） | 10,081   | 10,901   | 20,982   | 3,623              | 4,171              | [ 大阪府 32 ] | [ 吹田市 4 ]  |
| 2006年（平成18年） | 9,788    | 10,736   | 20,524   | 3,878              | 4,259              | [ 大阪府 33 ] | [ 吹田市 5 ]  |
| 2007年（平成19年） | 10,210   | 11,177   | 21,387   | 3,941              | 4,246              | [ 大阪府 34 ] | [ 吹田市 6 ]  |
| 2008年（平成20年） | 10,328   | 11,433   | 21,761   | 4,003              | 4,274              | [ 大阪府 35 ] | [ 吹田市 7 ]  |
| 2009年（平成21年） | 9,992    | 11,158   | 21,150   | 4,021              | 4,397              | [ 大阪府 36 ] | [ 吹田市 8 ]  |
| 2010年（平成22年） | 9,918    | 11,288   | 21,206   | 3,969              | 4,433              | [ 大阪府 37 ] | [ 吹田市 9 ]  |
| 2011年（平成23年） | 10,049   | 11,427   | 21,476   | 4,016              | 4,502              | [ 大阪府 38 ] | [ 吹田市 10 ] |
| 2012年（平成24年） | 10,096   | 11,475   | 21,571   | 4,038              | 4,529              | [ 大阪府 39 ] | [ 吹田市 11 ] |
| 2013年（平成25年） | 9,745    | 11,332   | 21,077   | 4,091              | 4,561              | [ 大阪府 40 ] | [ 吹田市 12 ] |
| 2014年（平成26年） | 10,039   | 11,773   | 21,812   | 4,064              | 4,576              | [ 大阪府 41 ] | [ 吹田市 13 ] |
| 2015年（平成27年） | 10,723   | 12,786   | 23,509   | 4,194              | 4,753              | [ 大阪府 42 ] | [ 吹田市 14 ] |
| 2016年（平成28年） | 10,840   | 12,749   | 23,589   | 4,340              | 5,010              | [ 大阪府 43 ] | [ 吹田市 15 ] |
| 2017年（平成29年） | 10,574   | 12,530   | 23,104   | 4,441              | 5,108              | [ 大阪府 44 ] | [ 吹田市 16 ] |
| 2018年（平成30年） | 10,591   | 12,929   | 23,520   | 4,351              | 5,022              | [ 大阪府 45 ] | [ 吹田市 17 ] |
| 2019年（令和元年） | 12,833   | 13,415   | 26,248   | 4,403              | 5,187              | [ 大阪府 46 ] | [ 吹田市 18 ] |
| 2020年（令和02年） | 11,107   | 11,488   | 22,595   | 3,398              | 4,051              | [ 大阪府 47 ] | [ 吹田市 19 ] |
| 2021年（令和03年） | 11,326   | 11,696   | 23,022   | 3,418              | 4,110              | [ 大阪府 48 ] | [ 吹田市 20 ] |
| 2022年（令和04年） | 11,626   | 12,009   | 23,635   | 3,713              | 4,541              | [ 大阪府 49 ] | [ 吹田市 21 ] |
| 2023年（令和05年） | 12,189   | 12,312   | 24,501   | 3,930              | 4,845              | [ 大阪府 50 ] | [ 吹田市 22 ] |

### 大阪モノレール
2023年（令和5年）次の1日平均乗降人員は18,601人である。大阪モノレールでは千里中央駅・南茨木駅・蛍池駅・門真市駅・万博記念公園駅に次いで6位。
各年度の利用状況は下表の通りである。
| 年次/年度          | 各年次   | 各年次   | 各年次   | 各年度・年間（単位：千人） | 各年度・年間（単位：千人） | 各年度 乗車人員 | 順位 | 出典          | 出典          | 出典              |
| 年次/年度          | 乗車人員 | 降車人員 | 乗降人員 | 乗車人員                   | 降車人員                   | 各年度 乗車人員 | 順位 | 大阪府        | 吹田市        | モノレール        |
| ------------------ | -------- | -------- | -------- | -------------------------- | -------------------------- | --------------- | ---- | ------------- | ------------- | ----------------- |
| 1991年（平成03年） | 2,816    | 2,687    | 5,503    | -                          | -                          | -               | -    | [ 大阪府 18 ] | -             | -                 |
| 1992年（平成04年） | 2,958    | 2,823    | 5,781    | -                          | -                          | -               | -    | [ 大阪府 19 ] | -             | -                 |
| 1993年（平成05年） | 3,142    | 2,994    | 6,136    | -                          | -                          | -               | -    | [ 大阪府 20 ] | -             | -                 |
| 1994年（平成06年） | 3,151    | 3,045    | 6,196    | -                          | -                          | -               | -    | [ 大阪府 21 ] | -             | -                 |
| 1995年（平成07年） | 3,482    | 3,396    | 6,878    | -                          | -                          | -               | -    | [ 大阪府 22 ] | -             | -                 |
| 1996年（平成08年） | 3,603    | 3,530    | 7,133    | -                          | -                          | -               | -    | [ 大阪府 23 ] | -             | -                 |
| 1997年（平成09年） | 4,578    | 4,415    | 8,993    | -                          | -                          | -               | -    | [ 大阪府 24 ] | -             | -                 |
| 1998年（平成10年） | 4,874    | 4,694    | 9,568    | 1,785                      | 1,717                      | -               | -    | [ 大阪府 25 ] | [ 吹田市 1 ]  | -                 |
| 1999年（平成11年） | 4,799    | 4,738    | 9,537    | 1,763                      | 1,733                      | -               | -    | [ 大阪府 26 ] | [ 吹田市 1 ]  | -                 |
| 2000年（平成12年） | 4,827    | 4,765    | 9,592    | 1,747                      | 1,725                      | -               | -    | [ 大阪府 27 ] | [ 吹田市 1 ]  | -                 |
| 2001年（平成13年） | 4,631    | 4,682    | 9,313    | 1,704                      | 1,724                      | -               | -    | [ 大阪府 28 ] | [ 吹田市 1 ]  | -                 |
| 2002年（平成14年） | 4,584    | 4,692    | 9,276    | 1,676                      | 1,715                      | -               | -    | [ 大阪府 29 ] | [ 吹田市 1 ]  | -                 |
| 2003年（平成15年） | 4,656    | 4,758    | 9,414    | 1,669                      | 1,709                      | -               | -    | [ 大阪府 30 ] | [ 吹田市 2 ]  | -                 |
| 2004年（平成16年） | 5,179    | 5,174    | 10,353   | 1,864                      | 1,866                      | -               | -    | [ 大阪府 31 ] | [ 吹田市 3 ]  | -                 |
| 2005年（平成17年） | 5,570    | 5,683    | 11,253   | 2,033                      | 2,074                      | -               | -    | [ 大阪府 32 ] | [ 吹田市 4 ]  | -                 |
| 2006年（平成18年） | 5,769    | 5,883    | 11,652   | 2,106                      | 2,147                      | -               | -    | [ 大阪府 33 ] | [ 吹田市 5 ]  | -                 |
| 2007年（平成19年） | 6,263    | 6,237    | 12,500   | 2,292                      | 2,283                      | -               | -    | [ 大阪府 34 ] | [ 吹田市 6 ]  | -                 |
| 2008年（平成20年） | 6,519    | 6,481    | 13,000   | 2,386                      | 2,372                      | -               | -    | [ 大阪府 35 ] | [ 吹田市 7 ]  | -                 |
| 2009年（平成21年） | 6,587    | 6,561    | 13,148   | 2,404                      | 2,395                      | -               | -    | [ 大阪府 36 ] | [ 吹田市 8 ]  | -                 |
| 2010年（平成22年） | 6,772    | 6,760    | 13,532   | 2,472                      | 2,467                      | -               | -    | [ 大阪府 37 ] | [ 吹田市 9 ]  | -                 |
| 2011年（平成23年） | 6,858    | 6,836    | 13,694   | 2,510                      | 2,502                      | -               | -    | [ 大阪府 38 ] | [ 吹田市 10 ] | -                 |
| 2012年（平成24年） | 7,001    | 6,969    | 13,970   | 2,542                      | 2,527                      | -               | -    | [ 大阪府 39 ] | [ 吹田市 11 ] | -                 |
| 2013年（平成25年） | 7,123    | 7,071    | 14,194   | 2,600                      | 2,581                      | -               | -    | [ 大阪府 40 ] | [ 吹田市 12 ] | -                 |
| 2014年（平成26年） | 7,397    | 7,243    | 14,640   | 2,700                      | 2,644                      | 7,391           | 5位  | [ 大阪府 41 ] | [ 吹田市 13 ] | [ モノレール 1 ]  |
| 2015年（平成27年） | 8,031    | 7,916    | 15,947   | 2,931                      | 2,889                      | 8,481           | 6位  | [ 大阪府 42 ] | [ 吹田市 14 ] | [ モノレール 2 ]  |
| 2016年（平成28年） | 9,178    | 8,985    | 18,163   | 3,350                      | 3,280                      | 9,078           | 6位  | [ 大阪府 43 ] | [ 吹田市 15 ] | [ モノレール 3 ]  |
| 2017年（平成29年） | 9,168    | 8,877    | 18,045   | 3,347                      | 3,240                      | 9,210           | 6位  | [ 大阪府 44 ] | [ 吹田市 16 ] | [ モノレール 4 ]  |
| 2018年（平成30年） | 9,398    | 9,039    | 18,437   | 3,430                      | 3,299                      | 9,488           | 6位  | [ 大阪府 45 ] | [ 吹田市 17 ] | [ モノレール 5 ]  |
| 2019年（令和元年） | 9,857    | 9,449    | 19,306   | 3,598                      | 3,449                      | 9,683           | 6位  | [ 大阪府 46 ] | [ 吹田市 18 ] | [ モノレール 6 ]  |
| 2020年（令和02年） | 7,555    | 7,300    | 14,855   | 2,758                      | 2,664                      | 7,271           | 5位  | [ 大阪府 47 ] | [ 吹田市 19 ] | [ モノレール 7 ]  |
| 2021年（令和03年） | 7,838    | 7,609    | 15,447   | 2,861                      | 2,777                      | 7,933           | 5位  | [ 大阪府 48 ] | [ 吹田市 20 ] | [ モノレール 8 ]  |
| 2022年（令和04年） | 8,805    | 8,529    | 17,334   | 3,214                      | 3,113                      | 9,049           | 6位  | [ 大阪府 49 ] | [ 吹田市 21 ] | [ モノレール 9 ]  |
| 2023年（令和05年） | 9,460    | 9,141    | 18,601   | 3,453                      | 3,337                      | 9,483           | 6位  | [ 大阪府 50 ] | [ 吹田市 22 ] | [ モノレール 10 ] |

## 駅周辺
駅の西側を東西方向に大阪府道129号南千里茨木停車場線が走り、下記記載の阪急山田駅停留所はこの道路に接続している。この道路と中国自動車道・大阪府道2号大阪中央環状線とが駅の北側で立体交差している。駅の北東方向には万博記念公園が広がる。山田地区（山田西、山田東、山田北、山田南、山田市場）の中でも西の端に位置しており、同地区内には当駅でなく万博記念公園駅（大阪モノレール本線）や千里丘駅・岸辺駅（JR京都線）を最寄り駅とする場所もある。
- 千里ニュータウン
- 大阪市立弘済院
- 吹田山田駅前郵便局
- 吹田千里郵便局
- デュー阪急山田
  - KOHYO山田店
- 吹田市立古江台中学校
- 大阪府立千里高等学校
- 吹田市立北山田小学校
- いかり 王子店

## バス路線
当駅を発着する路線バスは阪急バスにより運行されている。停留所名は「阪急山田駅」。
| のりば | 路線               | 担当 | 行先                            | 備考                                       |
| ------ | ------------------ | ---- | ------------------------------- | ------------------------------------------ |
| 1      | 千里ニュータウン線 | 千里 | 61系統：千里中央/千里営業所前   | 千里中央行きは阪急南千里駅・桃山台駅経由   |
| 1      |                    |      | 4・12・18・57系統：千里中央     | 千里営業所前経由                           |
| 2      | 吹田市内線         | 吹田 | 4系統：JR吹田駅（南口）         | JR吹田駅（北口）経由                       |
| 2      | 吹田市内線         | 吹田 | 12系統：JR吹田駅（南口）        | JR岸辺駅（北口）経由                       |
| 2      | 吹田市内線         | 千里 | 16系統：下山田                  | 土休日1本のみ。山田樫切山は経由しない      |
| 2      | 吹田市内線         | 千里 | 18系統：JR岸辺駅（北口）/下山田 | 一部便は下山田止まり。吹田営業所管轄便あり |
| 3      | メゾン千里丘線     | 茨木 | 57系統：JR茨木駅                |                                            |

## 隣の駅
阪急電鉄
■千里線（全列車普通列車）
南千里駅 (HK-93) - 山田駅 (HK-94) - 北千里駅 (HK-95)
大阪モノレール
■本線
千里中央駅 (15) - 山田駅 (16) - 万博記念公園駅 (17)

### 記事本文